# Cardeilhac
Cardeilhac település Franciaországban, Haute-Garonne megyében. Lakosainak száma 258 fő (2022. január 1.). Cardeilhac Charlas, Lalouret-Laffiteau, Larroque, Lodes, Saint-Lary-Boujean, Saint-Marcet és Sarremezan községekkel határos.

## Népesség
A település népességének változása:
| Lakosok száma | 310  | 232  | 251  | 252  | 259  | 266  | 267  | 269  | 265  | 258  |
|               | 1968 | 1982 | 1990 | 2006 | 2013 | 2015 | 2017 | 2019 | 2020 | 2022 |